# Кејлеб Маклохлин
Кејлеб Роналд Маклохлин (енгл. Caleb Ronald McLaughlin; Буфало, 13. октобар 2001) амерички је глумац. Познат је по улози Лукаса Синклера у серији Чудније ствари за коју је освојио награду Удружења глумаца за најбољу глумачку поставу у драмској серији.

## Детињство и младост
Одрастао је у Кармел Хамлиту. Похађао је Основну школу Кент, а затим годину дана Средњу школу Џорџ Фишер. Годину дана је учио плес у Плесној школи Хепи фит у Кармелу, а затим је годину дана похађао Школу сценских уметности са седам звездица у Брустеру. Затим је похађао на Школу сценских уметност Харлем код Обрија Линча, бившег продуцента Краља лавова.

## Филмографија

### Филм
| Година | Српски назив | Изворни назив | Улога          | Напомене    |
| ------ | ------------ | ------------- | -------------- | ----------- |
| 2012.  |              |               | Ноа            | кратки филм |
| 2019.  |              |               | Даријус        |             |
| 2020.  |              |               | Колтрејн „Кол” |             |
| 2023.  |              |               | Дру Џојс       | снимање     |

### Телевизија
| Година     | Српски назив                              | Изворни назив | Улога                      | Напомене                    |
| ---------- | ----------------------------------------- | ------------- | -------------------------- | --------------------------- |
| 2013.      | Ред и закон: Одељење за специјалне жртве  |               | дечак                      | епизода: „Рођени психопата” |
| 2013.      | Незаборавна                               |               | старији брат               | епизода: „Нова стотина”     |
| 2014.      | Заувек                                    |               | Алехандро                  | епизода: „”                 |
| 2015.      |                                           |               | Кејлеб/тајни глумац        | 10. сезона; 2. епизода      |
| 2015.      | Преглед протекле недеље са Џоном Оливером |               | Кејлеб                     | епизода: „Округ Колумбија”  |
| 2016.      | Нијансе плаве                             |               | Џеј-Џеј                    | 3 епизоде                   |
| 2016—данас | Чудније ствари                            |               | Лукас Синклер              | главна улога                |
| 2016.      | Плава крв                                 |               | Тоби Лејн                  | епизода: „За заједницу”     |
| 2017.      |                                           |               | Рики Бел (са 10—15 године) | 3 епизоде                   |
| 2017.      |                                           |               | Кејлеб                     | епизода: „”                 |
| 2018.      |                                           |               | млади Гари (глас)          | епизода: „Поглавље 4”       |
| 2018—2021. | Острво Летњи Камп                         |               | Дух (глас)                 | 4 епизоде                   |
| 2022.      |                                           |               | Мо-Сло (глас)              | епизода: „”                 |